# Cantharellus defibulatus
Cantharellus defibulatus é uma espécie de fungo pertencente à família Cantharellaceae.